# Carlo Pascucci
Carlo Pascucci (Roma, 22 settembre 1966) è un allenatore di calcio ed ex calciatore italiano, di ruolo difensore.

## Carriera
In carriera ha totalizzato 5 presenze in Serie A, con la maglia della Fiorentina, 190 gare in Serie B (con 6 reti) indossando le divise di Sambenedettese, Lucchese, Ascoli e Avellino, più altri trascorsi, tra C1 e C2, con le compagini di Alessandria, Catanzaro e Lodigiani.
Allenatore professionista di seconda categoria, partecipa in qualità di direttore tecnico nel progetto "Accademia del Calcio" avviato nel 2011 nella Scuola Calcio di Rocca Priora e Rocca di Papa. Ha iniziato la carriera allenando l'Albalonga.Nel 2011 è alla guida della Foglianese.Nell'estate del 2013 gli viene affidata la guida tecnica del Fondi, nel campionato nazionale dilettanti laziale. Successivamente passa, nell'estate del 2014, sulla panchina del Rieti neopromosso in Serie D, e viene esonerato il 30 novembre successivo. In seguito allena Voluntas Spoleto , Civitavecchia nel 2016, Ghivizzano , Latina e Giulianova.
Nell'estate 2021 assume la guida della Tivoli in Eccellenza. Il 31 marzo 2022 , dopo aver vinto il proprio raggruppamento con quattro turni d'anticipo e aver centrato i playoff promozione, la società tiburtina comunica il suo esonero.
Il 25 luglio 2022 viene nominato nuovo allenatore del Terracina, che milita nel campionato di Eccellenza, ma viene esonerato il 19 ottobre seguente, con la squadra nelle sabbie mobili della classifica.
Dal 20 luglio 2023 è allenatore della Favl Cimina
Il 12 ottobre 2023 ritorna sulla panchina della Tivoli, in Serie D, al posto dell'esonerato Giorgio Galluzzo. Dopo non essere riuscito ad invertire il trend negativo della società tiburtina, la dirigenza comunica la separazione consensuale con il tecnico il 15 novembre seguente.

## Palmarès

### Giocatore

#### Competizioni nazionali
- Coppa Italia Serie C: 1

Lucchese: 1989-1990